# Der Sohn von Ali Baba
Der Sohn von Ali Baba (Originaltitel: Son of Ali Baba) ist ein US-amerikanischer Abenteuerfilm aus dem Jahr 1952 von Kurt Neumann mit Tony Curtis in der Titelrolle. Der Film wurde von Universal-International Pictures produziert.

## Handlung
Der legendäre Ali Baba hat sich in Bagdad zur Ruhe gesetzt. Er schickt seinen Sohn Kashma auf die Militärakademie. Schon bald ist Kashma der Jahrgangsbeste. Kashma feiert seinen Geburtstag mit seinem besten Freund Mustapha, einigen weiteren Kameraden und ein paar Haremsmädchen. Die Feier wird von Kashmas Rivalen Hussein, dem Sohn des Kalifen, unterbrochen. Ein Kampf entbrennt, doch Kashmas Freunde beenden ihn, indem sie Hussein in einen Teich werfen.
Am nächsten Tag flüchtet sich eine junge Frau in Kashmas Haus. Sie stellt sich als Kiki vor, eine Tänzerin auf der Flucht vor dem teuflischen Truppenführer Rama. Kashma erlaubt ihr zu bleiben. Kurz darauf gibt sie einem Mann heimlich ein Signal. Abends informiert der Diener Babu Kashma, dass es keinen Truppenführer namens Rama gibt. Kiki erzählt daraufhin, dass sie die Dienerin der Prinzessin Azura von Marokko sei, die der Kalif von Bagdad entführen ließ, um sie mit dem Schah zu verheiraten. Trotz seiner Bedenken, eine entlaufene Sklavin zu verstecken, bringt er Kiki zum Palast seines Vaters. Kaum sind die beiden weg, erscheint die Kalifengarde und durchsucht das Anwesen. Die Soldaten finden ein Taschentuch mit dem Monogramm der marokkanischen Prinzessin und verhaften Mustapha. Der Kadettenhauptmann Youssef lässt Mustapha jedoch fliehen, um Ali Baba vor dem Angriff der Soldaten des Kalifen auf seinen Palast zu warnen.
Als der Kalif seine Truppen inspiziert, weigern sich viele der Kadetten, Ali Baba anzugreifen. Sie werden bei Youssef zurückgelassen, der sie heimlich lobt. In Ali Babas Palast stellt Kashma Kiki seiner Jugendfreundin Tala vor. Kashma erzählt seinem Vater, dass er Kiki liebe, doch als Mustapha am nächsten Tag mit der Warnung erscheint und Kiki als Prinzessin Azura entlarvt, weist er sie zurecht. Kashma, Tala und Mustapha bringen Azura in die Berge. Der Kalif kommt mit seinen Soldaten in Ali Babas Palast an und lässt nach Schätzen suchen. Ali Baba wird klar, dass es dem Kalifen nicht um die Prinzessin, sondern um Reichtum geht.
In den Hügeln kommt Kashma der Verdacht, dass Azura für den Kalifen spioniert hat, da dessen Soldaten ihr zwar zu seinem Vater gefolgt seien, aber keinen Versuch unternommen haben, die Prinzessin einzufangen. Er eilt zum Palast und entdeckt, dass der Kalif seinen Vater als Geisel genommen hat. Kashma soll verraten, wo der Schatz ist. Hussein schlägt Kashma nieder und setzt den Palast in Brand. Kashma wird von Azura aus dem Feuer gerettet. Sie erzählt ihm, dass sie vom Kalifen zur Mitarbeit gezwungen wurde, indem er ihre Mutter, Prinzessin Karma, gefangen nahm, doch Kashma glaubt ihr nicht. Mit Tala und Mustapha evakuiert er die Bewohner der umliegenden Dörfer in die Berge. Sie werden Zeuge, wie Hussein die Höfe und Felder niederbrennen lässt.
Kashma kann die Söhne der ursprünglichen 40 Räuber überzeugen, in den Kampf gegen den Kalifen einzugreifen. In Bagdad sucht der Schah den Kalifen auf, der ihm erzählt, dass Ali Baba für die Entführung der Prinzessin hingerichtet wurde. Kashma führt seine Leute zu den Kerkern und befreit seinen Vater und Prinzessin Karma. Tala, eine Meisterschützin, tötet mit einem Pfeil den Kalifen. In der Zwischenzeit entkommt Azura aus dem Haremszelt, in dem sie zu ihrem Schutz untergebracht wurde. Sie eilt zu Youssef, der die Kadetten zum Palast befiehlt. Sie kommen gerade rechtzeitig an, um Kashmas Gefährten zu helfen. Hussein versucht zu flüchten, wird aber von Kashma gestellt und getötet. Der Schah ist dankbar, dass ihn sein alter Freund Ali Baba nicht betrogen hat und macht ihn zum neuen Kalifen. Prinzessin Karma gibt ihren Segen für die Hochzeit von Kashma und Azura.

## Hintergrund

### Produktion
Gedreht wurde der Film vom 9. August bis zum 13. September 1951 in den Universal-Studios in Universal City.

### Stab
Bernard Herzbrun und Emrich Nicholson waren die Art Directors, Russell A. Gausman und John P. Austin die Szenenbildner. Rosemary Odell war für das Kostümbild verantwortlich, Leslie I. Carey und Glenn E. Anderson für den Ton sowie Bud Westmore für das Make-up. Joseph Gershenson war der musikalische Direktor.

### Besetzung
In kleinen nicht im Abspann erwähnten Nebenrollen traten Mara Corday, Henry Corden, Harry Guardino, Alice Kelley, Francis McDonald, Gregg Palmer, Ann Robinson und Philip Van Zandt auf. Ebenfalls unerwähnt blieben Georges Renavent als Schah und Katherine Warren als Prinzessin Karma.

## Synchronisation
Die deutsche Synchronfassung wurde von der Berliner Synchron GmbH Wenzel Lüdecke erstellt. Dialogregie führte Albert Baumeister, der auch das Dialogbuch schrieb.
| Rolle            | Schauspieler     | Deutscher Synchronsprecher |
| ---------------- | ---------------- | -------------------------- |
| Kashma Baba      | Tony Curtis      | Sebastian Fischer          |
| Prinzessin Azura | Piper Laurie     | Marianne Prenzel           |
| Tala             | Susan Cabot      | Elisabeth Ried             |
| Mustapha         | William Reynolds | Eckart Dux                 |
| Hussein          | Hugh O’Brian     | Peter Petersz              |
| Kalif            | Victor Jory      | Paul Wagner                |
| Kapitän Youssef  | Gerald Mohr      | Heinz Giese                |
| Kommandant       | Robert Barrat    | Robert Klupp               |
| Ali Baba         | Morris Ankrum    | Alfred Balthoff            |
| Hauptmann Baka   | Henry Corden     | Martin Held                |
| Dragma           | Richard Garland  | Ottokar Runze              |
| Calu             | Alice Kelley     | Renate Danz                |
| Schah            | George Renavent  | Walter Werner              |
| Kareeb           | Philip Van Zandt | Erich Fiedler              |

Die in der Originalfassung von Jeff Chandler gesprochene Einleitung wurde von Siegfried Schürenberg synchronisiert.
Anmerkung: Die kursiv geschriebenen Namen sind Rollen und Darsteller, die nicht im Abspann erwähnt wurden.

## Veröffentlichung
Die Premiere des Films fand am 15. August 1952 in New York statt. In der Bundesrepublik Deutschland kam er am 3. April 1953 in die Kinos, in Österreich schon im März 1953.

## Kritiken
Der Filmkritiken-Aggregator Rotten Tomatoes hat in einer Auswertung ein Publikumsergebnis von 27 Prozent positiver Bewertungen ermittelt.
Das Lexikon des internationalen Films schrieb: „Abenteuerliches, aber vergleichsweise phantasieloses Hollywoodmärchen im Stil von ‚1001 Nacht‘.“
Die Filmzeitschrift Cinema urteilte: „Mit ‚1001 Nacht‘ hat die bunte, angestaubte Orientsause wenig zu tun. Fazit: Schön bunt, aber nicht eben märchenhaft.“
Das Portal Kino.de befand: „Freunden des von Alexander Kordas ‚Der Dieb von Bagdad‘ (1940) geprägten Genres wird auffallen, dass auf fantastische Elemente wie fliegende Teppiche oder Wunderlampen verzichtet wurde, so dass die Last des von Kurt Neumann (‚Die Fliege‘) inszenierten Films weitgehend von Curtis allein getragen werden muss.“